# 弗雷亞山
77°36′S 160°51′E / 77.600°S 160.850°E
弗雷亞山（Mount Freya），是南極洲的山峰，位於維多利亞地，屬於阿斯加德山脈的一部分，由威靈頓維多利亞大學探險隊命名，現時由南極條約體系管理。